# Йеменско канарче
Йеменско канарче (Crithagra menachensis) е вид птица от семейство Чинкови (Fringillidae).

## Разпространение
Видът е разпространен в Йемен, Оман и Саудитска Арабия.